# 卓敬 (籃球運動員)
卓敬（1997年10月13日—）為臺灣女子籃球運動員，現效力於台元女籃。卓敬擁有U16、U18、U19國手資歷，與方妤從實踐國中開始當隊友，就讀世新大學三年級時轉戰WSBL舞臺效力台元女籃。

## 外部連結
- 卓敬在fiba.basketball（英语）
- 卓敬在archive.fiba.com（存檔）（英语）
- 卓敬在Eurobasket.com（球員）（英语）
- 卓敬在Eurobasket.com（球員）（英语）